# Ка Балцан (Виченца)
Ка Балцан је насеље у Италији у округу Виченца, региону Венето.
Према процени из 2011. у насељу је живело 27 становника. Насеље се налази на надморској висини од 268 м.